# Ronald Pognon
Ronald Pognon (Le Lamentin, 16 novembre 1982) è un velocista francese, campione mondiale della staffetta 4×100 metri ad Helsinki 2005.

## Record nazionali

### Seniores
- 60 metri piani indoor: 6"45 ( Karlsruhe, 13 febbraio 2005)

## Palmarès
| Anno | Manifestazione    | Sede       | Evento      | Risultato        | Prestazione | Note                                    |
| ---- | ----------------- | ---------- | ----------- | ---------------- | ----------- | --------------------------------------- |
| 2000 | Mondiali juniores | Santiago   | 4×100 m     | Argento          | 39"33       |                                         |
| 2001 | Europei juniores  | Grosseto   | 200 m piani | Oro              | 20"80       |                                         |
| 2001 | Europei juniores  | Grosseto   | 4×100 m     | Argento          | 39"76       |                                         |
| 2003 | Europei under 23  | Bydgoszcz  | 100 m piani | Oro              | 10"19       |                                         |
| 2003 | Mondiali          | Parigi     | 100 m piani | Semifinale       | 10"25       |                                         |
| 2004 | Mondiali indoor   | Budapest   | 60 m piani  | Batteria         | 6"73        |                                         |
| 2004 | Giochi olimpici   | Atene      | 100 m piani | Semifinale       | 10"32       |                                         |
| 2004 | Giochi olimpici   | Atene      | 4×100 m     | Batteria         | 38"93       |                                         |
| 2005 | Europei indoor    | Madrid     | 60 m piani  | Argento          | 6"62        |                                         |
| 2005 | Mondiali          | Helsinki   | 100 m piani | Semifinale       | 10"17       |                                         |
| 2005 | Mondiali          | Helsinki   | 200 m piani | Quarti di finale | 21"26       |                                         |
| 2005 | Mondiali          | Helsinki   | 4×100 m     | Oro              | 38"08       | Miglior prestazione mondiale stagionale |
| 2006 | Mondiali indoor   | Mosca      | 60 m piani  | 6º               | 6"61        |                                         |
| 2006 | Europei           | Göteborg   | 100 metri   | 4º               | 10"16       |                                         |
| 2006 | Europei           | Göteborg   | 4×100 m     | Bronzo           | 39"07       |                                         |
| 2007 | Europei indoor    | Birmingham | 60 m piani  | Bronzo           | 6"60        |                                         |
| 2008 | Giochi olimpici   | Pechino    | 100 m piani | Quarti di finale | 10"21       |                                         |
| 2009 | Mondiali          | Berlino    | 100 m piani | Quarti di finale | 10"27       |                                         |
| 2009 | Mondiali          | Berlino    | 4×100 m     | 8º               | 39"21       |                                         |
| 2010 | Mondiali indoor   | Doha       | 60 m piani  | 6º               | 6"65        |                                         |
| 2010 | Europei           | Barcellona | 100 m piani | Semifinale       | 10"43       |                                         |
| 2012 | Europei           | Helsinki   | 4×100 m     | Bronzo           | 38"46       |                                         |
| 2012 | Giochi olimpici   | Londra     | 4×100 m     | Bronzo           | 38"16       |                                         |

## Altre competizioni internazionali
2005
- 5º alla World Athletics Final ( Monaco), 100 m piani - 10"07

2006
- Coppa Europa di atletica leggera ( Malaga)
- 6º alla World Athletics Final ( Stoccarda), 100 m piani - 10"10
- 5º in Coppa del mondo ( Atene), 100 m piani - 10"17

2008
- 7º alla World Athletics Final ( Stoccarda), 100 m piani - 10"27

2009
- Bronzo agli Europei a squadre ( Leiria), 4×100 m - 38"80
- 7º alla World Athletics Final ( Salonicco), 100 m piani - 10"30

2011
- Argento agli Europei a squadre ( Stoccolma), 4×100 m - 38"71